# Videotherapie
Die Videotherapie ist ein neues experimentelles Therapieverfahren für die Behandlung von Schlaganfallpatienten, bei dem die konzentrierte Beobachtung von alltagsrelevanten Bewegungen mit ihrer aktiven Übung abgewechselt wird. Ein Patient schaut sich Videos von einzelnen Bewegungen an, die zu einer alltäglichen Handlung gehören.

## Stand der Erprobung
Der Nutzen der Videotherapie wird seit einigen Jahren in Deutschland (Hamburg, Lübeck), Italien (Parma) und Amerika (Chicago) von mehreren Forschungsgruppen im klinischen Kontext mit Patienten erforscht. Es handelt sich derzeit um eine experimentelle Therapiemethode, deren Wirksamkeit seit 2007 bewiesen ist. Sie gehört allerdings noch nicht zur Routinebehandlung der Krankenhäuser.

## Medizinische Grundlagen
Die Videotherapie soll jene Zentren im Gehirn stärken, die für Bewegungen und ihre Steuerung zuständig sind: die sogenannten „motorischen Hirnareale“. Bei vielen Schlaganfallspatienten sind diese Gebiete infolge des Schlaganfalls beschädigt. Die daraus resultierenden Behinderungen bestehen aus Schwierigkeiten bei normalen Bewegungsabläufen, von mangelnder Kontrolle der Bewegungen bis hin zu vollständiger Bewegungsunfähigkeit. Die primären motorischen Areale im sog. „Motorischen Cortex“ umfassen jene Bereiche des Großhirns („Cortex“), die für die Ausführung von einfachen Bewegungen zuständig sind und dem Körper Befehle z. B. zur Bewegung der Arme und Beine geben. Eng verbunden mit den primären motorischen Arealen sind die benachbarten höheren motorischen Areale im prämotorischen und parietalen Kortex, die für die komplexe Koordination und Planung von Bewegungen zuständig sind. Die in den höheren motorischen Arealen erzeugten Bewegungsmuster werden dann an die primären motorische Areale zur Bewegungsausführung weitergeleitet. Viele dieser Bewegungsmuster werden in den höheren motorischen Arealen gespeichert und können z. B. bereits durch die Vorstellung einer Bewegung aktiviert werden.
Die Videotherapie basiert auf Ergebnissen der Hirnforschung, die eine deutliche Aktivierung der motorischen Areale durch die alleinige Bewegungsbeobachtung gezeigt haben. Durch das Beobachten von Bewegungen werden die höheren motorischen Hirngebiete reaktiviert und wirken dann mit Impulsen auf die primären motorischen Areale, die durch den Schlaganfall stillgelegt wurden. Durch die anschließende wiederholte Ausführung der Bewegungen werden die neu aktivierten primären motorischen Areale über die beständige Aktivität, die Impulse aus den höheren motorischen Arealen und durch die Rückmeldung aus dem Körper gestärkt und verfestigt.
Eine Forschungsgruppe um Giacomo Rizzolatti aus dem italienischen Parma wies 1996 nach, dass bestimmte Nervenzellen in den höheren motorischen Arealen auch dann eine Aktivität zeigen, wenn Bewegungen nur beobachtet werden. Diese Zellen werden während der Ausführung einer bestimmten Bewegung aktiv, gleichzeitig aber auch, wenn die Ausführung einer vergleichbaren Bewegung beobachtet wird. Sie werden deshalb auch als „Spiegelneurone“ bezeichnet. Ihre Aktivität übertragen die Neurone schließlich in die motorischen Areale. Dass nicht ständig eine beobachtete Bewegung eine gleichartige eigene Bewegung auslöst, ist weiteren Hirngebieten zu verdanken, die hemmende Einflüsse auf die Befehle des primären motorischen Areals ausüben. Die Spiegelneurone spielen vermutlich eine wichtige Rolle bei der Aufgabe, Bewegungen zu verstehen und gleichzeitig zu erlernen. Indem die Neurone Handlungsmuster speichern, können sie Aktionen koordinieren und planen. Diese Informationen geben sie an das motorische Areal weiter, das die Muskeln schließlich aktiviert.
Beschädigt ein Schlaganfall die Spiegelzellen, sind viele Bewegungsabläufe nicht mehr möglich, aber das mehrmalige Beobachten derselben Szene aktiviert das gespeicherte Handlungsmuster und damit längst verloren geglaubte Fähigkeiten. Dieser Effekt verstärkt sich, wenn der Patient anschließend die Aktion imitiert. Dies hat sich in ersten Versuchen bestätigt, denn durch die Videotherapie haben sich die Spiegelzellenareale im Gehirn vergrößert.

## Umsetzung der Grundlagen im Training
Die Videotherapie macht sich das Phänomen der „spiegelbildlichen“ Hirnaktivität bei Bewegungsbeobachtungen zunutze. Durch die Beobachtung werden die Spiegelneurone zur Aktivität angeregt und können damit noch verbliebene Nervenzellen in den geschädigten Gebieten des motorischen Hirnareals aktivieren. Dieser indirekte Zugang zu den Nervenzellen wird durch das anschließende Üben der beobachteten Handlung ergänzt, um ein geschädigtes Hirngebiet wieder zu stärken.